# モー・ヘイダー
モー・ヘイダー（Mo Hayder、1962年 - 2021年7月27日）は、イギリスの推理作家。エセックス生まれ。本名は、Clare Dunkel（クレア・ダンケル）。

## 略歴
15歳で学校をやめ、バーのメイド、警備員、映画制作、東京のクラブのホステス、英語教師など職を転々とした。ワシントンD.C.のアメリカン大学で映画制作について学び修士号を取得。その後、イングランドのバース・スパ大学でクリエイティブ・ライティングの修士号を取得した。
処女作『死を啼く鳥』（原題：Birdman 、2000年）が世界的にベストセラーとなり、第2作『悪鬼の檻』（2001年）、第3作"Tokyo" （2004年）、第4作"Pig Island" （2006年）と続く3作も『サンデー・タイムズ』でベストセラーとなった。"Pig Island" はバリー賞とCWA賞にノミネートされ、第5作"Ritual" はイアン・フレミング・スチール・ダガー賞にノミネートされた。2012年に『喪失』でエドガー賞 長編賞を受賞した。
パートナーと娘とサマセットのバースに居住。
2020年12月、運動ニューロン病と診断され、2021年7月27日に合併症で死去。

## 受賞歴
- 2012年：『喪失』でエドガー賞 長編賞受賞

## 主な作品
Jack Caffery シリーズ
- Birdman（『死を啼く鳥』） (2000)
- The Treatment（『悪鬼の檻』） (2001)

Walking Man シリーズ
- Ritual (2008)
- Skin (2009)
- Gone（『喪失』） (2010)
- Quiet Day (2012)

その他
- Tokyo(The Devil of Nanking) (2004)
- Pig Island (2006)
- Hanging Hill (2011)

## 日本語訳された作品
- 『死を啼く鳥』ハルキ文庫、小林宏明訳、角川春樹事務所、2002年
- 『悪鬼（トロール）の檻』ハルキ文庫、小林宏明訳、角川春樹事務所、2003年
- 『喪失』ハヤカワ・ポケット・ミステリ、北野寿美枝訳、早川書房、2012年
- 『人形（ひとがた）』ハヤカワ・ポケット・ミステリ、北野寿美枝訳、早川書房、2016年
- 『虎狼』ハヤカワ・ポケット・ミステリ、北野寿美枝訳、早川書房、2016年